# Mittelmeerspiele 2018/Gewichtheben
Die Wettbewerbe im Gewichtheben der Mittelmeerspiele 2018 fanden vom 23. bis 27. Juni 2018 im Constantí Pavilion in Constantí, Spanien statt.

## Ergebnisse Männer

### 62 kg
Reißen
| Platz | Athlet       | Land | Gesamt |
| ----- | ------------ | ---- | ------ |
| 1     | Ahmed Saad   | EGY  | 127 kg |
| 2     | Erol Bilgin  | TUR  | 126 kg |
| 3     | Josué Brachi | ESP  | 121 kg |

Datum: 23. Juni 2018
Stoßen
| Platz | Athlet            | Land | Gesamt |
| ----- | ----------------- | ---- | ------ |
| 1     | Ahmed Saad        | EGY  | 157 kg |
| 2     | Erol Bilgin       | TUR  | 156 kg |
| 3     | Michael Di Giusto | ITA  | 143 kg |

Datum: 23. Juni 2018

### 69 kg
Reißen
| Platz | Athlet            | Land | Gesamt |
| ----- | ----------------- | ---- | ------ |
| 1     | Daniyar İsmayilov | TUR  | 152 kg |
| 2     | Mirko Zanni       | ITA  | 145 kg |
| 3     | Karem Ben Hnia    | TUN  | 144 kg |

Datum: 24. Juni 2018
Stoßen
| Platz | Athlet            | Land | Gesamt |
| ----- | ----------------- | ---- | ------ |
| 1     | Daniyar İsmayilov | TUR  | 179 kg |
| 2     | Moustafa Ibrahim  | EGY  | 178 kg |
| 3     | Karem Ben Hnia    | TUN  | 177 kg |

Datum: 24. Juni 2018

### 77 kg
Reißen
| Platz | Athlet        | Land | Gesamt |
| ----- | ------------- | ---- | ------ |
| 1     | Mohamed Ihab  | EGY  | 162 kg |
| 2     | Andrés Mata   | ESP  | 152 kg |
| 3     | Celil Erdoğdu | TUR  | 146 kg |

Datum: 25. Juni 2018
Stoßen
| Platz | Athlet        | Land | Gesamt |
| ----- | ------------- | ---- | ------ |
| 1     | Mohamed Ihab  | EGY  | 190 kg |
| 2     | Andrés Mata   | ESP  | 189 kg |
| 3     | Celil Erdoğdu | TUR  | 188 kg |

Datum: 25. Juni 2018

### 85 kg
Reißen
| Platz | Athlet             | Land | Gesamt |
| ----- | ------------------ | ---- | ------ |
| 1     | Cristiano Ficco    | ITA  | 153 kg |
| 2     | Dimitris Aslanidis | GRE  | 152 kg |
| 3     | Ramzi Bahloul      | TUN  | 151 kg |

Datum: 26. Juni 2018
Stoßen
| Platz | Athlet             | Land | Gesamt |
| ----- | ------------------ | ---- | ------ |
| 1     | Amar Musić         | CRO  | 185 kg |
| 2     | Ramzi Bahloul      | TUN  | 184 kg |
| 3     | Dimitris Aslanidis | GRE  | 183 kg |

Datum: 26. Juni 2018

### 94 kg
Reißen
| Platz | Athlet              | Land | Gesamt |
| ----- | ------------------- | ---- | ------ |
| 1     | Ragab Abdelhay      | EGY  | 165 kg |
| 2     | Theodoros Iakovidis | GRE  | 161 kg |
| 3     | Saddam Messaoui     | ALG  | 155 kg |

Datum: 26. Juni 2018
Stoßen
| Platz | Athlet              | Land | Gesamt |
| ----- | ------------------- | ---- | ------ |
| 1     | Theodoros Iakovidis | GRE  | 195 kg |
| 2     | Ali Alhazzaa        | SYR  | 190 kg |
| 3     | Manuel Sánchez      | ESP  | 185 kg |

Datum: 26. Juni 2018

### 105 kg
Reißen
| Platz | Athlet        | Land | Gesamt |
| ----- | ------------- | ---- | ------ |
| 1     | Gaber Mohamed | EGY  | 162 kg |
| 2     | Aymen Bacha   | TUN  | 162 kg |
| 3     | Resul Elvan   | TUR  | 160 kg |

Datum: 27. Juni 2018
Stoßen
| Platz | Athlet        | Land | Gesamt |
| ----- | ------------- | ---- | ------ |
| 1     | Gaber Mohamed | EGY  | 204 kg |
| 2     | Resul Elvan   | TUR  | 203 kg |
| 3     | Majd Hassan   | SYR  | 202 kg |

Datum: 27. Juni 2018

## Ergebnisse Frauen

### 48 kg
Reißen
| Platz | Athlet              | Land | Gesamt |
| ----- | ------------------- | ---- | ------ |
| 1     | Şaziye Erdoğan      | TUR  | 78 kg  |
| 2     | Anaïs Michel        | FRA  | 75 kg  |
| 3     | Alessandra Pagliaro | ITA  | 72 kg  |

Datum: 23. Juni 2018
Stoßen
| Platz | Athlet         | Land | Gesamt |
| ----- | -------------- | ---- | ------ |
| 1     | Şaziye Erdoğan | TUR  | 96 kg  |
| 2     | Anaïs Michel   | FRA  | 92 kg  |
| 3     | Heba Ahmed     | EGY  | 91 kg  |

Datum: 23. Juni 2018

### 53 kg
Reißen
| Platz | Athlet            | Land | Gesamt |
| ----- | ----------------- | ---- | ------ |
| 1     | Jennifer Lombardo | ITA  | 85 kg  |
| 2     | Atenery Hernández | ESP  | 80 kg  |
| 3     | Manon Lorentz     | FRA  | 79 kg  |

Datum: 24. Juni 2018
Stoßen
| Platz | Athlet            | Land | Gesamt |
| ----- | ----------------- | ---- | ------ |
| 1     | Jennifer Lombardo | ITA  | 108 kg |
| 2     | Giorgia Russo     | ITA  | 102 kg |
| 3     | Manon Lorentz     | FRA  | 99 kg  |

Datum: 24. Juni 2018

### 58 kg
Reißen
| Platz | Athlet              | Land | Gesamt |
| ----- | ------------------- | ---- | ------ |
| 1     | Konstantina Benteli | GRE  | 91 kg  |
| 2     | Nouha Landoulsi     | TUN  | 90 kg  |
| 3     | Ayşegül Tekin       | TUR  | 86 kg  |

Datum: 24. Juni 2018
Stoßen
| Platz | Athlet              | Land | Gesamt |
| ----- | ------------------- | ---- | ------ |
| 1     | Ayşegül Tekin       | TUR  | 114 kg |
| 2     | Konstantina Benteli | GRE  | 107 kg |
| 3     | Alba Sánchez        | ESP  | 105 kg |

Datum: 24. Juni 2018

### 63 kg
Reißen
| Platz | Athlet           | Land | Gesamt |
| ----- | ---------------- | ---- | ------ |
| 1     | Ghofrane Belkhir | TUN  | 96 kg  |
| 2     | Nuray Levent     | TUR  | 95 kg  |
| 3     | Irene Martínez   | ESP  | 94 kg  |

Datum: 25. Juni 2018
Stoßen
| Platz | Athlet                | Land | Gesamt |
| ----- | --------------------- | ---- | ------ |
| 1     | Nuray Levent          | TUR  | 116 kg |
| 2     | Mahassen Hala Fattouh | LBN  | 115 kg |
| 3     | Ghofrane Belkhir      | TUN  | 113 kg |

Datum: 25. Juni 2018

### 69 kg
Reißen
| Platz | Athlet            | Land | Gesamt |
| ----- | ----------------- | ---- | ------ |
| 1     | Sara Ahmed        | EGY  | 105 kg |
| 2     | Giorgia Bordignon | ITA  | 97 kg  |
| 3     | Milena Gianelli   | ITA  | 93 kg  |

Datum: 26. Juni 2018
Stoßen
| Platz | Athlet            | Land | Gesamt |
| ----- | ----------------- | ---- | ------ |
| 1     | Sara Ahmed        | EGY  | 135 kg |
| 2     | Giorgia Bordignon | ITA  | 122 kg |
| 3     | Ilia Hernández    | ESP  | 115 kg |

Datum: 26. Juni 2018

### 75 kg
Reißen
| Platz | Athlet                | Land | Gesamt |
| ----- | --------------------- | ---- | ------ |
| 1     | Lidia Valentín        | ESP  | 112 kg |
| 2     | Gaëlle Nayo-Ketchanke | FRA  | 99 kg  |
| 3     | Rabia Kaya            | TUR  | 98 kg  |

Datum: 27. Juni 2018
Stoßen
| Platz | Athlet                | Land | Gesamt |
| ----- | --------------------- | ---- | ------ |
| 1     | Lidia Valentín        | ESP  | 137 kg |
| 2     | Gaëlle Nayo-Ketchanke | FRA  | 127 kg |
| 3     | Dina Barakat          | EGY  | 123 kg |

Datum: 27. Juni 2018

## Medaillenspiegel
| Platz | Land         | Gold | Silber | Bronze | Gesamt |
| ----- | ------------ | ---- | ------ | ------ | ------ |
| 01    | Ägypten      | 9    | 1      | 2      | 12     |
| 02    | Türkei       | 6    | 4      | 5      | 15     |
| 03    | Italien      | 3    | 4      | 3      | 10     |
| 04    | Spanien      | 2    | 3      | 5      | 10     |
| 05    | Griechenland | 2    | 3      | 1      | 6      |
| 06    | Tunesien     | 1    | 3      | 4      | 8      |
| 07    | Kroatien     | 1    | —      | —      | 1      |
| 08    | Frankreich   | —    | 4      | 2      | 6      |
| 09    | Syrien       | —    | 1      | 1      | 2      |
| 10    | Libanon      | —    | 1      | —      | 1      |
| 11    | Algerien     | —    | —      | 1      | 1      |
| Total | Total        | 24   | 24     | 24     | 72     |